# Oguro Masashi
Oguro Mashashi (大黒 将志 (Đại Hắc Tướng Chí) Ōguro Masashi,  sinh ngày 4 tháng 5 năm 1980) là một cầu thủ bóng đá Nhật Bản thi đấu cho câu lạc bộ Tochigi SC ở vị trí tiền đạo.

## Thống kê sự nghiệp
| Đội tuyển bóng đá Nhật Bản | Đội tuyển bóng đá Nhật Bản | Đội tuyển bóng đá Nhật Bản |
| Năm                        | Trận                       | Bàn                        |
| -------------------------- | -------------------------- | -------------------------- |
| 2005                       | 15                         | 5                          |
| 2006                       | 6                          | 0                          |
| 2007                       | 0                          | 0                          |
| 2008                       | 1                          | 0                          |
| Tổng cộng                  | 22                         | 5                          |